# Sungai Siak
Sungai Siak är ett vattendrag i Indonesien.   Det ligger i provinsen Riau, i den västra delen av landet, 1 000 km nordväst om huvudstaden Jakarta.